# Правителство на Любен Беров
Правителството на Любен Беров е осемдесет и третото правителство на Република България, назначено с Решение на 36-ото Народното събрание от 30 декември 1992 г. и съставено с мандата на ДПС след свалянето на кабинета на Филип Димитров. Управлява страната до 17 октомври 1994 г., след което е наследено от правителството на Ренета Инджова.
В София започват масови вълнения (митинги, гладни стачки, палаткови лагери) на привърженици на СДС. Парламентарната група на СДС прави шест неуспешни опита да свали правителството на Любен Беров чрез вот на недоверие и да предизвика предсрочни избори. То не успява да стабилизира политическия живот, държавните институции и да стартира приватизацията на губещите предприятия в страната, престъпността се увеличава.
Направена е важна стъпка в модернизирането на данъчната система с въвеждането на данък добавена стойност от 1 април 1994 г.
Във външната си политика, през февруари 1994 г., България се присъединява към програмата на НАТО „Партньорство за мир“ и става асоцииран член на съюза. В резултат на вътрешнополитическите неуспехи на правителството на 2 септември 1994 г. Любен Беров подава оставка. Поради отказа на СДС и БСП да образуват ново правителство, президентът Желю Желев разпуска XXXVI народно събрание и насрочва парламентарни избори за 18 декември 1994 г. Дотогава е сформирано служебно правителство с министър-председател Ренета Инджова, която подготвя и провежда изборите.

## Политика
Кабинетът е подкрепян от ДПС и БСП, но, макар и формално избран от Парламента, не се ползва с доверие в обществото. СДС започва война с него, независимо от това, че той е декларирал, че ще продължава програмата на СДС и независимо от действията му, като седем пъти иска вот на недоверие. В същото време парламентарната група на СДС се разпада на противници и поддръжници на правителството и президента Желю Желев. Най-ярък пример за изострянето на противоречията е безсрочната гладна стачка на депутата Едвин Сугарев и оставката на вицепрезидента Блага Димитрова. Те настояват за оставката на президента Желев като инициатор за съставянето на кабинета. Народните представители от СДС бойкотират заседанията на парламента. Така БСП се превръща в най-голяма парламентарна сила, но без да има абсолютно мнозинство. Стабилно мнозинство се постига единствено срещу вотовете на недоверие. Предимно с нейна подкрепа правителството успява да оцелее почти две години.
Никоя от официално обявените икономически политики на кабинета не може да бъде изпълнена. Той води сложни преговори с Лондонския клуб на банкерите, на които България дължи над 9 милиарда долара. Отрицателната им позиция към икономическата му програма обаче пречат на привличането на външни инвестиции. Санкциите, наложени от международната общност на Ирак и Либия, а по-късно и на Югославия, допълнително утежняват положението на България, като загубите от забраната за търговия са съизмерими с външния дълг.
Към есента на 1994 г. БВП е намалял с 24,4% в сравнение с 1989 г., промишлената продукция – с 49,3%, обемът на строителството – със 72%, на селскостопанската продукция – с 30%. Безработицата достига 20,5% от трудоспособното население, а регистрираните безработни са над 740 хиляди. Реституцията на земята е блокирана от мнозинството, сформирало се около БСП, а инициативата за „масова приватизация“ е блокирана от мнозинство, обединено около СДС. За приватизация през август 1993 г. са подготвени 500 предприятия, но не и от сектори като добивната, оръжейната промишленост и енергетиката, които се защитават от мнозинството на БСП.
Според Малинов правителството е под политически натиск от всички страни и се оказва в ролята на заложник на тактическо боричкане между партиите. Става ясно, че избори ще се насрочат тогава, когато е удобно за социалистите. Междувременно слабите държавни институции отприщват много негативни тенденции – икономически хаос, доминиране на законодателната работа от корпоративни интереси, незаконен износ и организирана престъпност.
Слабата власт създава условия за процъфтяване на икономически и силови групировки. Узаконени са различни застрахователни дружества, чиято дейност е на границата на закона. Именно тогава се ражда понятието мутра като синоним на мускулест новобогаташ, натрупал състояние с насилие. Възникват и първите финансови пирамиди – финансови къщи, обещаващи високи лихви, които прибират огромни суми, като използват новите постъпления за изплащане на първите вложители, докато накрая обявят фалит. Тогава е заложена и политиката на БНБ за лицензиране на необезпечени търговски банки, която в крайна сметка взривява банковата система през 1996 г.
През март 1993 г. България подписа две споразумения: Европейското споразумение за асоцииране и Временното споразумение за търговия, търговски и сродни на тях въпроси. В съответствие с Европейското споразумение за асоцииране, митническите такси между България и страните членки на Европейския съюз върху промишлени стоки постепенно се намаляват и премахват. Въвеждат се и значителни облекчения при търговията със селскостопански стоки. По-късно, през септември 2001 г. ще се сключат нови споразумения по отношение на преработените продукти, а търговията с нечувствителни стоки напълно ще се либерализира. За определени продукти, за които се прилагат квоти, митата ще се премахнат в рамките на квотите, а за количествата, надвишаващи квотите, митата ще бъдат намалени.

## Съставяне
Кабинетът, оглавен от Любен Беров, е съставен от граждански експерти и се ползва с парламентарната подкрепа на ДПС и БСП.

### Кабинет
Сформира се от следните 15 министри и един председател:
| министерство                                          | име | име                  | партия     |
| ----------------------------------------------------- | --- | -------------------- | ---------- |
| министър-председател,                                 |     | Любен Беров          | безпартиен |
| заместник министър-председател, търговия              |     | Валентин Карабашев   | безпартиен |
| заместник министър-председател, транспорт             |     | Нейчо Неев           | СДС        |
| заместник министър-председател, труд и социални грижи |     | Евгени Матинчев      | ДПС        |
| вътрешни работи                                       |     | Виктор Михайлов      | безпартиен |
| външни работи                                         |     | Станислав Даскалов   | безпартиен |
| земеделие1                                            |     | Георги Танев         | безпартиен |
| околна среда                                          |     | Валентин Босевски    | безпартиен |
| наука и образование                                   |     | Марко Тодоров        | безпартиен |
| финанси                                               |     | Стоян Александров    | безпартиен |
| правосъдие                                            |     | Петър Корнажев       | БСДП       |
| здравеопазване                                        |     | Танчо Гугалов        | безпартиен |
| култура                                               |     | Ивайло Знеполски     | безпартиен |
| отбрана                                               |     | Валентин Александров | безпартиен |
| транспорт                                             |     | Кирил Ерменков       | безпартиен |
| промишленост                                          |     | Румен Биков          | АСЛП       |
| териториално развитие и строителство1                 |     | Христо Тотев         | ДПС        |

- 1: – преобразуват се на основание чл. 84, т. 7 от Конституцията на Република България следните ведомства:
  - Министерството на селскостопанското развитие, земеползването и възстановяването на поземлената собственост – в Министерство на земеделието;
  - Министерството на образованието и науката и Министерството на културата – в Министерство на образованието, науката и културата;
  - Министерството на териториалното развитие, жилищната политика и строителството – в Министерство на териториалното развитие и строителството.

### Промени в кабинета

#### от 23 юни 1993
Създадени са с Решение на XXXVI обикновено народно събрание от 23 юни 1993 г. следните ведомства:
- Министерство на науката и образованието и Министерство на културата чрез преобразуване на Министерството на образованието, науката и културата;
- Мишо Вълчев – министър на правосъдието, умира на 15 май 1993 г. и е заменен от Петър Корнажев.

| министерство        | име | име                | партия     |
| ------------------- | --- | ------------------ | ---------- |
| външни работи       |     | Станислав Даскалов | безпартиен |
| правосъдие          |     | Петър Корнажев     | БСДП       |
| транспорт           |     | Кирил Ерменков     | безпартиен |
| наука и образование |     | Марко Тодоров      | безпартиен |
| култура             |     | Ивайло Знеполски   | безпартиен |

#### от 15 юли 1994
| министерство                             | име | име         | партия     |
| ---------------------------------------- | --- | ----------- | ---------- |
| заместник министър-председател, търговия |     | Кирил Цочев | безпартиен |